# IC 667
IC 667 је галаксија у сазвјежђу Лав која се налази на листи објеката дубоког неба у Индекс каталогу.
Деклинација објекта је + 15° 5' 21" а ректасцензија 11h 6m 36,5s. Привидна величина (магнитуда) објекта IC 667 износи 14,2 а фотографска магнитуда 15,2. IC 667 је још познат и под ознакама CGCG 95-111, NPM1G +15.0311, PGC 33603.